# 奥尔瓦拉
奥尔瓦拉（西班牙語：Orbara）是西班牙纳瓦拉的一个市镇。总面积9平方公里，总人口59人（2001年），人口密度7人/平方公里。